# Lazaristen

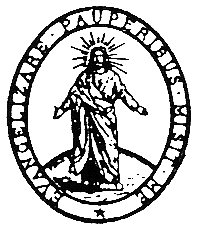
Ordensemblem

Die Kongregation der Mission (lateinisch Congregatio Missionis; Ordenskürzel: CM), kurz Vinzentiner oder Lazaristen, ist eine römisch-katholische ordensähnliche Gemeinschaft  von Weltpriestern, die 1625 von dem Priester Vinzenz von Paul für den Dienst an den Armen in Paris gegründet wurde. Die Kongregation hat die kanonische Rechtsform einer Gesellschaft apostolischen Lebens; die Mitglieder leben in klosterähnlicher Gemeinschaft, aber sie legen keine feierlichen Ordensgelübde ab, sondern binden sich durch ein privates Versprechen an die Gemeinschaft in einem Leben nach den Evangelischen Räten.

## Bezeichnungen
Für den Orden gibt es verschiedene Bezeichnungen in unterschiedlichen Ländern:
- Deutschland Vinzentiner[3]
- Österreich Lazaristen[4]
- Frankreich Lazaristes, nach dem ersten Mutterhaus Saint-Lazare
- Polen Misjonarze, Missionare
- Spanien Paules
- Vereinigtes Königreich Vincentians

Eine weitere Bezeichnung ist Missionare des heiligen Vinzenz von Paul.
Der Name Lazaristen verweist auf das erste Mutterhaus der Gemeinschaft, das Priorat vom heiligen Lazarus in Paris.

## Kongregation und Ordensleben
Zur Kongregation der Mission gehören 3829 Männer, 2999 davon sind Priester, die übrigen Brüder (Stand 2009).
Die vinzentinische Spiritualität ist bestimmt vom Vertrauen auf die Güte Gottes, von der Nachfolge Jesu, der Solidarität mit den Armen und Sorge um die Weitergabe des Glaubens. Sie verstehen sich selbst als Weltpriester und Brüder, die in Gemeinschaft leben.

Ihr Leitspruch lautet: Evangelizare pauperibus misit me „Den Armen das Evangelium verkünden sandte er mich“ (Lk 4,18 ).
Zu den Aufgaben der Vinzentiner/Lazaristen gehören die Pfarrseelsorge, Seelsorge in Krankenhäusern und Altenheimen, die Behindertenseelsorge, Schulunterricht und die Seelsorge bei den Barmherzigen Schwestern/Vinzentinerinnen. Eine wichtige Aufgabe der Lazaristen ist die Ausbildung, und so betreuen die österreichischen Lazaristen das St. Georgs-Kolleg in Istanbul.

## Geschichte

### Gründung und Wachstum
Nach seiner Gründung im Jahr 1625 beschäftigte der Orden sich zunächst mit der Seelsorge an der französischen Landbevölkerung im Rahmen der Volksmission und dehnte dann seine Tätigkeit auf die Priesterausbildung, das Geben von Exerzitien, die geistliche Betreuung der Vinzentinerinnen sowie auf die Seelsorge an Galeerensträflingen und anderen Gefangenen aus.
Der Orden wurde 1633 durch Papst Urban VIII. approbiert. Seit 1645 sind die Vinzentiner auch in der Mission tätig, unter anderem seit 1697 in China. In der Französischen Revolution kam es zum Verlust der 78 französischen Niederlassungen des Ordens und zur Zerstörung des Mutterhauses Saint-Lazare in Paris. Ab 1843 wurden die Lazaristen durch den Generalsuperior Jean-Baptiste Étienne reorganisiert und haben sich seitdem weltweit ausgebreitet.

### Deutschland und Österreich
Im deutschen Sprachraum wirkten aus Polen stammende Lazaristen zuerst in Wien.
Nach Aufhebung des in der Kurpfalz wirkenden Jesuitenordens 1773 suchte Kurfürst Karl Theodor eine Kongregation, die ihre rechtliche Nachfolge, besonders auch hinsichtlich der Klöster und Liegenschaften, antreten sollte. Hierbei entschied er sich für den Lazaristenorden. Zum 7. November 1781 verfügte der Kurfürst seine Einführung in der Kurpfalz und übertrug dem Orden sämtliche Besitztümer und Rechte der bisherigen Jesuiten. Als ersten kurpfälzischen Provinzial der Gemeinschaft hatte er bereits mit Datum vom 12. Oktober des Jahres einen Sohn seines Landes, Pater Johann Wilhelm Theobald (1726–1816) ernannt. Infolge der politischen Ereignisse war der Ordensprovinz keine lange Lebensdauer beschieden und sie wurde 1796 wieder aufgelöst.
Die heutige Deutsche Provinz wurde 1851 von Kaplänen aus dem Erzbistum Köln gegründet. Nach dem Verbot 1873 im Kulturkampf kehrten die Lazaristen/Vinzentiner 1918 nach Deutschland zurück.
Die österreichische Lazaristenprovinz wurde 1853 mit den Missionshäusern Celje (Slowenien), Graz (Österreich) und Krakau (Polen) gegründet.
Am 1. Januar 2015 wurden die österreichische und die deutsche Provinz der Lazaristen (bzw. Vinzentiner) zur Provinz Österreich-Deutschland zusammengeschlossen.

## Generalsuperiore

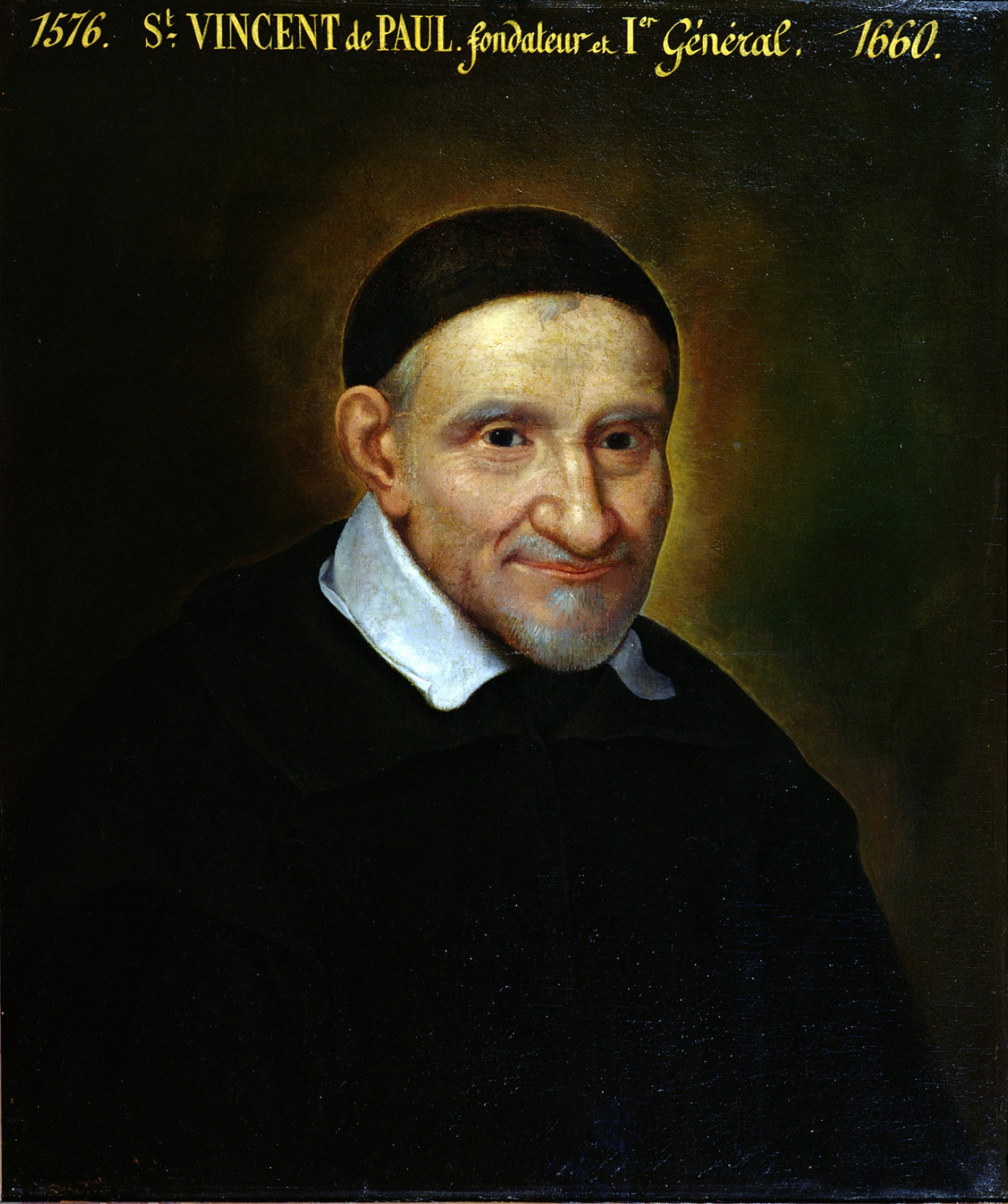
St. Vinzenz von Paul

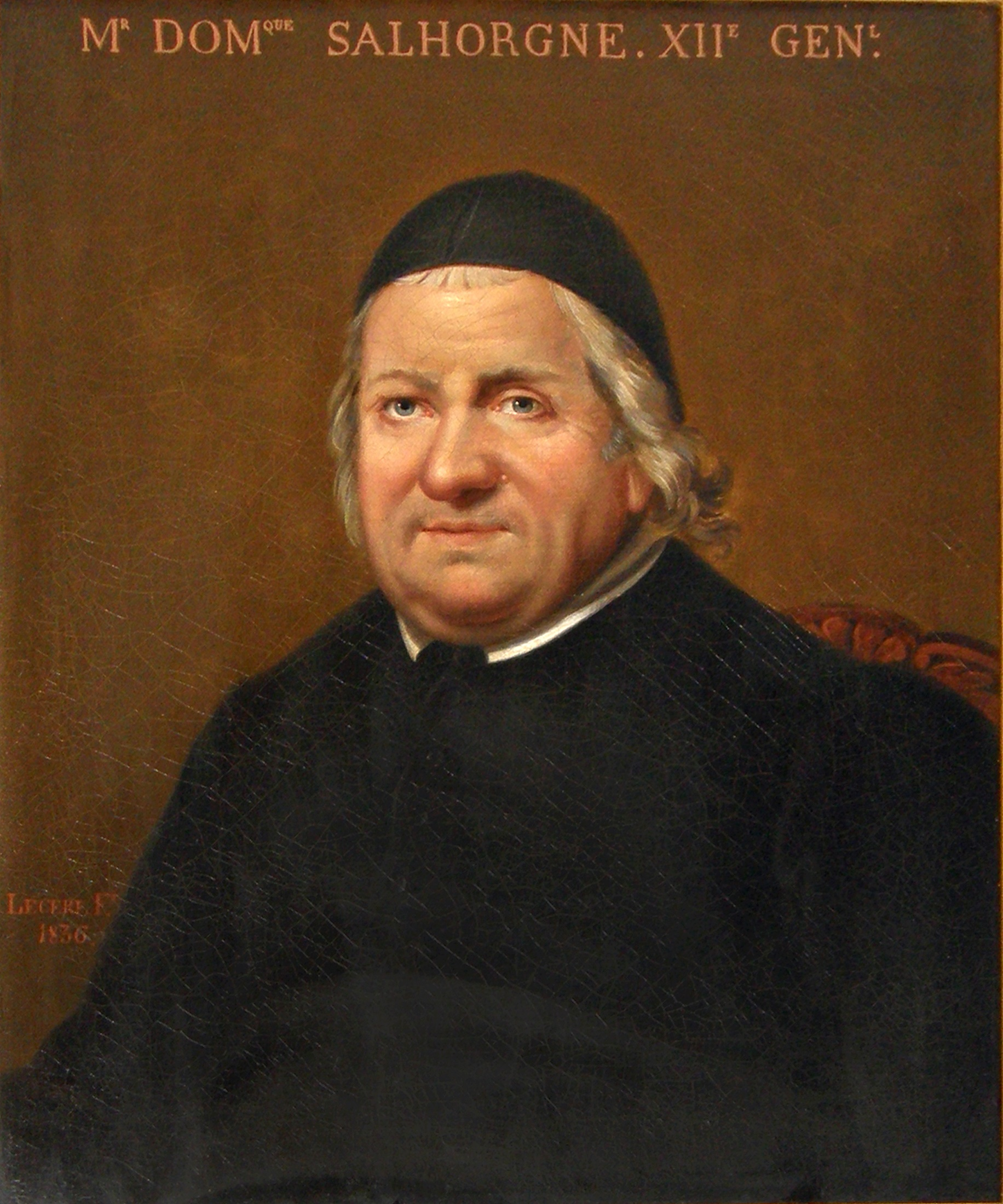
Pater Dominique Salhorgne

- Vinzenz von Paul (17. April 1625 – 27. September 1660)
- René Alméras (17. Januar 1661 – 22. September 1672)
- Edmond Jolly (1673 – 26. März 1697)
- Nicolas Pierron (1697 – 1703)
- François Watel (1703 – 1710)
- Jean Bonnet (10. Mai 1711 – 3. September 1735)
- Jean Couty (1736 – 1746)
- Louis de Bras (6. März 1747 – 21. August 1761)
- Antoine Jacquier (1762 – 1787)
- Jean Félix Cayla de la Garde (1788 – 12. Februar 1800)
- Pierre-Joseph Dewailly (1827 – 25. Oktober 1828)
- Dominique Salhorgne (1829 – 25. Mai 1836)
- Jean-Baptiste-Rigobert Nozo (1835 – 1842)
- Jean-Baptiste Étienne (1843 – 1874)
- Eugène Boré (11. September 1874 – 3. Mai 1878)
- Antoine Fiat (1878 – 1914)
- Emile Villette (1914 – 1916)
- François Verdier (1919 – 1933)
- Charles Souvay (1933 – 1939)
- William Slattery (1947 – 1968)
- James Richardson (1968 – 1980)
- Richard McCullen (1980 – 1992)
- Robert P. Maloney (1992 – 2004)
- Gregory Gay (2004 – 2016)
- Tomaž Mavrič (ab 2016)

## Bekannte Mitglieder
(in der Reihenfolge des Geburtstages)
- Guillaume Desdames (1621/22–1692), Superior in Warschau, Chełmno und Kraków in Polen
- Teodorico Pedrini (1671–1746), Missionar in China, Cembalist und Komponist
- Johann Wilhelm Theobald (1726–1816), erster Provinzial seines Ordens in der Kurpfalz
- Antoine-Adrien Lamourette (1742–1794), philosophisch-theologischer Autor, konstitutioneller Bischof von Rhône-et-Loire
- Johannes Koch (1763–1843), Rektor der Universität Heidelberg
- Justinus de Jacobis (1800–1860), Heiliger, Missionar und Apostolischer Vikar in Abessinien
- Johannes Gabriel Perboyre (1802–1840), Chinamissionar, Märtyrer und Heiliger
- Armand David (1826–1900), Botaniker, Zoologie und Mineraloge
- Paul Bedjan (1838–1920), iranischer Orientalist und Bibelübersetzer
- Ernst Schmitz (1845–1922), Ornithologe
- Guillaume Pouget (1847–1933), Philosoph und Studentenseelsorger
- Gennaro Costagliola (1850–1919), Erzbischof von Chieti
- Bernhard August Thiel (1850–1901), Bischof von San José in Costa Rica, Sprachwissenschaftler, Ethnologe und Historiker
- Charles-Albert Gounot (1884–1953), Erzbischof von Karthago
- Oscar Lawrence Huber (1895–1975), spendete am 22. November 1963 in Dallas dem US-Präsidenten John F. Kennedy die Krankensalbung.[8]
- Stephanos I. Sidarouss (1904–1987), Kardinal und Patriarch der koptisch-katholischen Kirche in Ägypten
- Stephanos II. Ghattas (1920–2009), Kardinal und Patriarch der koptisch-katholischen Kirche in Ägypten
- Franc Rodé (* 1934), emeritierter Erzbischof von Ljubljana und Kardinalpräfekt der Kongregation für die Institute geweihten Lebens und für die Gesellschaften apostolischen Lebens
- Wolfgang Pucher (1939–2023), Gründer zahlreicher Obdachlosenprojekte in Graz und Wien
- Cristoforo Palmieri (* 1939), Bischof von Rrëshen in Albanien
- Pedro Opeka (* 1948), Missionar in Madagaskar, Gründer des Hilfswerkes „Akamasoa“
- Berhaneyesus Demerew Souraphiel (* 1948), Kardinal seit dem 14. Februar 2015, Erzbischof von Addis Abeba (Äthiopien)
- Milan Šašik (1952–2020),  Diözesanbischof der ruthenisch-griechisch-katholischen Diözese Mukatschevo in der Ukraine
- David Michael O’Connell (* 1955), ehemaliger Präsident der Katholischen Universität von Amerika (CUA), Bischof von Trenton